# 170906 Coluche
170906 Coluche è un asteroide della fascia principale. Scoperto nel 2004, presenta un'orbita caratterizzata da un semiasse maggiore pari a 2,2118276 UA e da un'eccentricità di 0,1363483, inclinata di 1,55409° rispetto all'eclittica.